# Blaník (odrůda jablek)

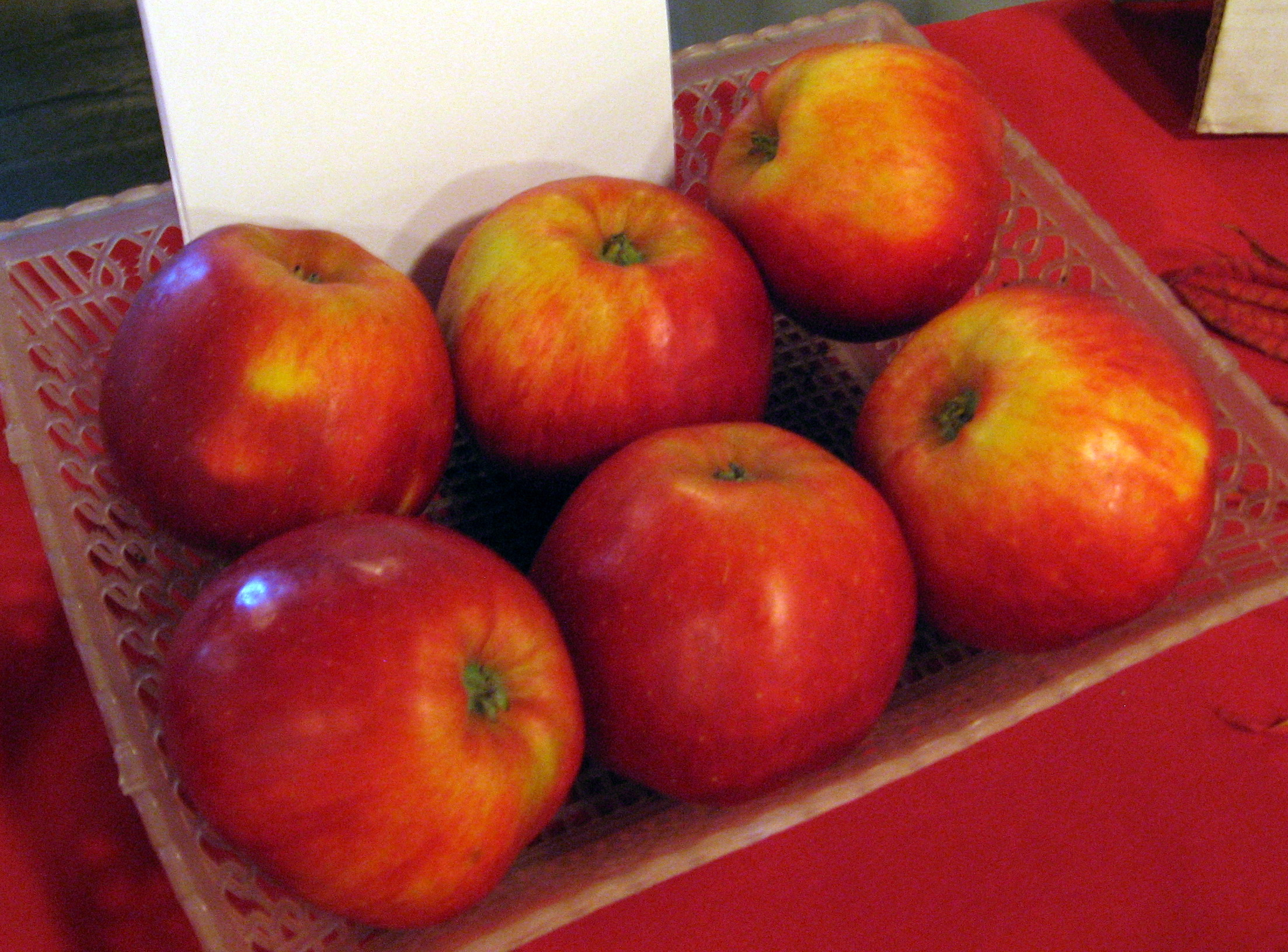
Jablko Blaník

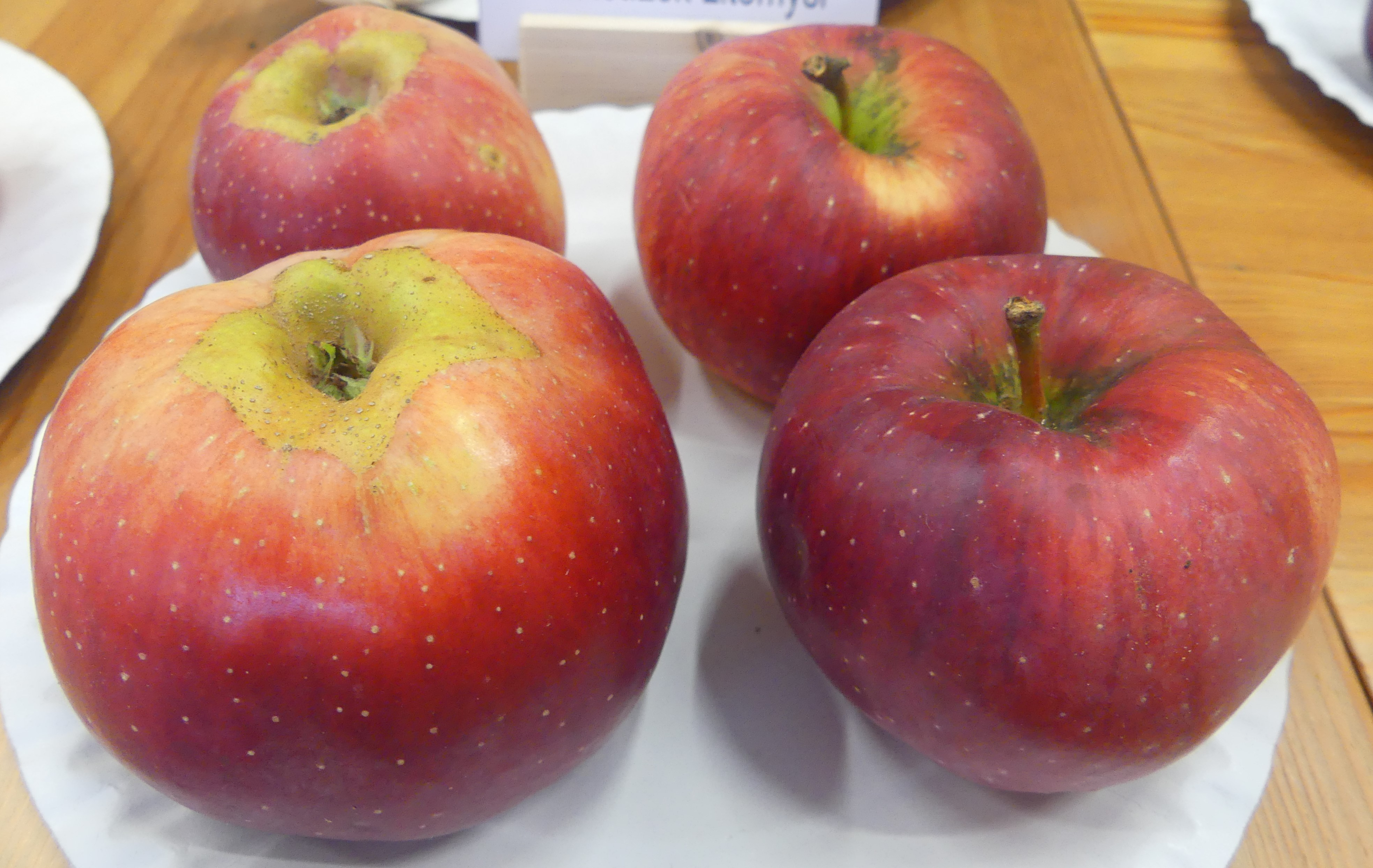
Malus domestica ´Blaník´, původ ukázky ze Sebranic.

Blaník  (Malus domestica 'Blaník') je ovocný strom, kultivar druhu jabloň domácí z čeledi růžovitých. Plody jsou řazeny mezi odrůdy zimních jablek, sklízí se v říjnu, dozrává v prosinci, skladovatelné jsou do konce února. Odrůda je považována za rezistentní vůči některým chorobám, odrůdu lze pěstovat bez chemické ochrany.

## Historie

### Původ
Byla vyšlechtěna v ČR. Odrůda vznikla zkřížením odrůd 'Florina' a 'Šampion'. Odrůdu zaregistroval pan Petr Kumšta z Votic u Benešova v roce 2003.

## Vlastnosti

### Růst
Růst odrůdy je bujný, později střední. Koruna se během vegetace zahušťuje, takže pravidelný řez je nezbytný. S ohledem na růst je vhodný také letní řez. Plodonosný obrost je na krátkých výhonech, probírka plůdků je prováděna zřídka.

## Plodnost
Plodí záhy, mnoho, a pravidelně.

## Plod
Plod je kuželovitý, střední. Slupka suchá, světležluté zbarvení je překryté červenou barvou. Dužnina je bílá, se sladce navinulou chutí, aromatická, dobrá.

## Choroby a škůdci
Odrůda je rezistentní proti strupovitostí jabloní a středně odolná k padlí.

## Použití
Je vhodná ke skladování a přímému konzumu. Odrůdu lze použít do středních a vyšších poloh. Přestože je růst odrůdy bujný, je doporučováno pěstování odrůdy na slabě rostoucích podnožích ve tvarech jako zákrsky, čtvrtkmeny a vřetena.